# Lady Dudley
Lady Dudley é uma personagem da Comédia Humana de Honoré de Balzac. Nascida na Inglaterra, em Lancashire, ela é descendente de uma nobreza que remonta às Cruzadas. É o arquétipo da amante inflamada e destrutiva.
Seu prazer: desiludir o jovem Félix de Vandenesse, que havia votado um amor platônico à Madame de Mortsauf, e que lhe jurou fideldiade. Lady Dudley não se interessa por Félix senão para o tirar de sua inimiga. Quando esta morre e a concorrência desaparece, ela não se interessa mais pelo jovem. Apenas quando ela puder prejudicá-lo de novo, estimulando sua jovem esposa, Marie-Angélique de Vandenesse, a enganá-lo, é que ela manifestará um pouco de interesse por ele.
Seu nascimento nunca é mencionado. Sabe-se somente que ela é cruel, e que se casou com um lord (Lord Dudley), que não dá muita importância às questões morais, ele próprio tendo um filho adulterino (Henri de Marsay), muitas amantes e talvez (insinua-se) até efebos ao fim da vida.

## Cronologia
Em 1818, em Le Lys dans la vallée (1836) ela aparece pela primeira vez e persegue Félix de Vandenesse (ao qual ensinou a arte da volúpia) até Saint-Cyr-sur-Loire, onde ela afronta sua rival, Madame de Mortsauf, refugiando-se alhures em La Grenadière, casa onde fez morrer de desgosto Lady Brandon em Mémoires de deux jeunes mariées.
Em 1825, em Le Bal de Sceaux (1830), ela reaparece em todo seu esplendor. Émilie de Fontaine acredita que ela seja parente de Clara de Longueville, irmã do misterioso Maximilien de Longueville, que Émilie toma por um mercador de tecidos.
Em 1832, em Les Secrets de la princesse de Cadignan (1839), ela participa de um jantar na cada da Marquesa d'Espard onde Diane de Maufrigneuse é zombada estando ausente, mas em presença de seu amante, Daniel d'Arthez, que toma abertamente a defesa de Diane, de acordo com uma promessa que lhe havia feito. Muito interessada neste novo "joguete", Lady Dudley é logo desencorajada pela frieza do escritor, e desiste dele.
Em 1834, em Une fille d'Eve, apoiada pela Marquesa de Listomère, ela faz um complô para estimular Marie-Angélique de Vandenesse a se entregar a Raoul Nathan - plano que falha, finalmente, sendo a jovem esposa salva pelos cuidados do marido e de Delphine de Nucingen.
Lady Dudley também está presente em:
- La Peau de chagrin;
- Mémoires de deux jeunes mariées.